# Amalfi: Sarah Brightman Love Songs
Amalfi: Sarah Brightman Love Songs es un álbum de la cantante soprano Sarah Brightman estrenado el 8 de julio de 2009; actualmente está solamente disponible en Japón. Esta producción fue patrocinada por Fuji Television y es la banda sonora de la película que lleva el nombre Amalfi: Megami No 50-Byou. El álbum es disco de oro en Japón por vender 100 000 copias.

## Lista de temas
- El disco es una recopilación de canciones de los álbumes anteriores de Brightman.

1. Time to Say Goodbye (solo version) - Classics
2. La Wally - Classics
3. Il Mio Cuore Va - Eden, Diva
4. O Mio Babbino Caro - Classics
5. Anytime, Anywhere - Eden
6. Attesa - Symphony
7. Lascia Ch'io Pianga - Eden, Classics
8. Nella Fantasia - Eden, Diva
9. La Luna - La Luna
10. Solo Con Te - La Luna
11. Ave Maria (Schubert) - Classics
12. Until The End Of Time - Harem
13. Storia D’Amore - Symphony
14. Jesu, Joy Of Man’s Desiring - A Winter Symphony
15. La Califfa - La Luna
16. Serenade - La Luna
17. How Fair This Place - La Luna
18. Amazing Grace - A Winter Symphony
19. Nessun Dorma - Eden

La película Amalfi es una producción especial de Fuji Television por su 50.º aniversario. Esta es la primera película japonesa que ha sido grabada enteramente en una localización de Italia.